# Las aventuras de Gigi
La princesa Magica Minky Momo (魔法のプリンセス ミンキー モモ; Mahō no Purinsesu Minkī Momo o La Princesa Mágica Minky Momo) es una serie de anime del género Mahō shōjo creada en 1982.

## Primera serie
El primer anime fue producido por el estudio de anime japonés Ashi Productions en 1982. El diseño de personajes fue realizado por el legendario y ya fallecido artista Toyoo Ashida. TV Tokyo transmitió la serie para el Japón entre el 18 de marzo de 1982 y el 26 de mayo de 1983. Posteriormente desde 1985 se transmitió con éxito en México, Perú, Argentina, Venezuela, Puerto Rico, entre otros países del mundo como Italia, Portugal, España, Francia, Australia, Indonesia, Corea del Sur y Arabia Saudita. Las Aventuras de Gigi tuvo 63 episodios con una duración de media hora cada uno. 

### Argumento
Gigi ("Momo" en la versión original) es una princesa de doce años que vive en el reino de Finalinarsa (フェナリナーサFenarināsa?), la tierra de los sueños y la fantasía que está a punto de desaparecer porque estaba alejándose del órbita de la tierra. Entonces, el rey y la reina de Finalinarsa enviá a su hija a la Tierra para ayudarles a recuperar sus sueños. Para salvar a Finalinarsa, Momo debe viajar a la Tierra y ayudar a los humanos para que la corona de Finalinarsa tenga doce joyas. Cada vez que tiene éxito en traer felicidad a la persona afectada la corona brilla, al brillar la corona cuatro veces una nueva joya es añadida a ella y una vez que aparezcan las 12 joyas, Finalinarsa volverá a la superficie de la Tierra. 
Al llegar a la Tierra, Gigi usa su magia para hacerles creer a una pareja de veterinarios sin hijos que ella es su hija. Para cumplir con su misión, Gigi posee un pendiente mágico en forma de bastón que la convierte en una joven de dieciocho años experta en diversas habilidades adaptadas a la situación. Gigi se desplaza hacia distintos lugares con un vehículo mágico llamado Giromóvil. Además, Gigi es acompañada por tres mascotas que pueden hablar: Boker el perro; Coco el mono y Yinyin una coqueta ave. 
Así, Gigi por lo general conoce a alguien en problemas y gracias a sus poderes se convierte en adulta ayudándole a resolverlos. De esta manera durante el desarrollo de la serie ella reúne 11 joyas; pero en el episodio 45 cuando intenta rescatar a sus mascotas que habían sido previamente secuestradas, su pendiente mágico es destruido por una bala disparada por el secuestrador. Esto afectó emocionalmente a Gigi al punto de sentirse fracasada en su misión. 
En el episodio 46 Gigi, ya sin poderes, sigue muy preocupada por la pérdida de su bastón mágico ocurrida el día anterior pero decide continuar con su rutina habitual. Luego de asistir a clases, Gigi meditaba en un parque y de pronto un chico le pide por favor que le regrese su pelota de béisbol que había caído en la calle que circundaba al parque. Entonces, Gigi camina hacia la calle recogiendo la pelota y cuando va a regresar es distraída por un niño en un auto de juguete. En ese momento, un camión repleto de juguetes aparece velozmente por la esquina y para evitar arrollar al niño, el chofer del camión hace un brusco giro sin percatarse de Gigi quién muere al ser atropellada. Sus verdaderos padres el rey y la reina de Finalinarsa conmocionados por lo sucedido, le ofrecen a Gigi la posibilidad de volver al reino, pero ella rechaza la oferta y prefiere reencarnar como una bebé humana. 
El resto de la serie muestra nuevas aventuras de Gigi, que vuelve a tener poderes mediante un nuevo pendiente, apareciendo una nueva mascota Draguín al que solo Gigi puede ver y una entidad maligna que interfiere con su misión pero al final se revela que en realidad estas peripecias solo son sueños de la Gigi humana.

### Lista de capítulos primera serie (1982-1983)
| #  | Título                                     | Fecha Original al aire   |
| -- | ------------------------------------------ | ------------------------ |
| 1  | Amor, Amor, Minky Momo                     | 18 de marzo de 1982      |
| 2  | Mary Jean, la perrita vanidosa             | 25 de marzo de 1982      |
| 3  | Carrera infernal                           | 1 de abril de 1982       |
| 4  | Las fantasías de Ken                       | 8 de abril de 1982       |
| 5  | El príncipe malcriado                      | 15 de abril de 1982      |
| 6  | ¿Olvidaste la cancha de tenis?             | 22 de abril de 1982      |
| 7  | ¿Te gustaría ser Nightingale?              | 29 de abril de 1982      |
| 8  | Gigi policía                               | 6 de mayo de 1982        |
| 9  | El festival de música                      | 13 de mayo de 1982       |
| 10 | La gran persecución en la autopista        | 20 de mayo de 1982       |
| 11 | El concurso de gatos                       | 27 de mayo de 1982       |
| 12 | El ladrón y el escorpión negro             | 3 de junio de 1982       |
| 13 | El juego de futbol                         | 10 de junio de 1982      |
| 14 | La gran carrera                            | 17 de junio de 1982      |
| 15 | Corre, corre trenecito                     | 24 de junio de 1982      |
| 16 | Aventura en el Oeste                       | 1 de julio de 1982       |
| 17 | El Doctor Frankestein                      | 8 de julio de 1982       |
| 18 | La isla del tesoro                         | 15 de julio de 1982      |
| 19 | La computadora mágica                      | 22 de julio de 1982      |
| 20 | La reina de la selva                       | 29 de julio de 1982      |
| 21 | Gigi, el agente 008 (1)                    | 5 de agosto de 1982      |
| 22 | Gigi, el agente 008 (2)                    | 12 de agosto de 1982     |
| 23 | El rey caído                               | 19 de agosto de 1982     |
| 24 | El unicornio abandonado                    | 26 de agosto de 1982     |
| 25 | Las chicas beisbolistas                    | 2 de septiembre de 1982  |
| 26 | La novia del bosque                        | 9 de septiembre de 1982  |
| 27 | El misterioso triángulo de las Bermudas    | 16 de septiembre de 1982 |
| 28 | Hay que salvar el huevo                    | 23 de septiembre de 1982 |
| 29 | He visto un ovni                           | 30 de septiembre de 1982 |
| 30 | La nave espacial                           | 7 de octubre de 1982     |
| 31 | La leyenda revive                          | 14 de octubre de 1982    |
| 32 | Yo quiero a mi mamá                        | 21 de octubre de 1982    |
| 33 | La androide enamorada                      | 28 de octubre de 1982    |
| 34 | La princesa del mundo subterráneo          | 4 de noviembre de 1982   |
| 35 | Gigi se enamora                            | 11 de noviembre de 1982  |
| 36 | El fantasma de la casa embrujada           | 18 de noviembre de 1982  |
| 37 | La consentida de papá                      | 25 de noviembre de 1982  |
| 38 | El hada de la nieve                        | 2 de diciembre de 1982   |
| 39 | Un aniversario muy especial                | 9 de diciembre de 1982   |
| 40 | Un sueño muy profundo                      | 16 de diciembre de 1982  |
| 41 | La carta a Santa Claus                     | 23 de diciembre de 1982  |
| 42 | Ataque militar impreciso                   | 30 de diciembre de 1982  |
| 43 | Gigi se enamora                            | 6 de enero de 1983       |
| 44 | Un hermoso regalo                          | 13 de enero de 1983      |
| 45 | Un viaje desastroso                        | 20 de enero de 1983      |
| 46 | Finalinarsa de los sueños                  | 27 de enero de 1983      |
| 47 | Gigi y sus aventuras                       | 3 de febrero de 1983     |
| 48 | Gratos recuerdos                           | 10 de febrero de 1983    |
| 49 | La isla de los diablos                     | 17 de febrero de 1983    |
| 50 | El bosque encantado                        | 24 de febrero de 1983    |
| 51 | Para mi querida Marion de John Wayne       | 3 de marzo de 1983       |
| 52 | Cocó y el pingüino                         | 10 de marzo de 1983      |
| 53 | Un tren cruzando el campo de flores        | 17 de marzo de 1983      |
| 54 | Vuela, Albatros                            | 24 de marzo de 1983      |
| 55 | La manzana del amor, otra vez              | 31 de marzo de 1983      |
| 56 | La niña de la sombra                       | 7 de abril de 1983       |
| 57 | El aeroplano                               | 14 de abril de 1983      |
| 58 | El nocturno del maestro                    | 21 de abril de 1983      |
| 59 | Leyenda de una esquina de la calle         | 28 de abril de 1983      |
| 60 | El tiempo es la cuna del amor              | 5 de mayo de 1983        |
| 61 | La manzana del amor: comienza la eternidad | 12 de mayo de 1983       |
| 62 | Una sombra en la oscuridad                 | 19 de mayo de 1983       |
| 63 | Por favor no digas adiós                   | 26 de mayo de 1983       |

## La segunda serie
Años después Ashi Productions hizo otra serie de televisión llamada Mahō no Purinsesu Minkī Momo: Yume o Dakishimete (魔法のプリンセス　ミンキーモモ（夢を抱きしめて)), la cual era la continuación de la serie original. Tuvo un total de 62 episodios de una media hora de duración cada uno. Mahō no Purinsesu Minkī Momo: Yume o Dakishimete fue transmitida por el canal Nippon Television para el Japón desde el 2 de octubre de 1991 hasta el 23 de diciembre de 1992 y se exportó a algunos países de Europa y Asia.

### Argumento
Al comienzo, el rey de Finalinarsa le pide a su primo el rey de Marinarsa (マリンナーサMarināsa ?) que envíe a alguien a la Tierra para que termine la tarea inconclusa de su hija Gigi. El rey de Marinarsa manda a su hija de 12 años, a quien le da el mismo nombre de la primera para esa misión: Gigi. La magia de esta sucesora de Gigi es más poderosa, y sus transformaciones son más variadas incluso, en una ocasión se transforma en un personaje de videojuego y en otra en un niño.
Quizás el aspecto más interesante de la segunda serie es que la Gigi de Marinarsa llega a conocer a la Gigi anterior (la bebé humana que ahora tiene la misma edad de ella) quien llega a tener mucha importancia en esta segunda serie. En el episodio 39, el pasado parece repetirse ya que la Gigi humana es embestida por un camión cuando éste intentaba evitar atropellar a un niño. La nueva Gigi que conoce la historia, usa su magia para intentar salvarla aunque no parece lograrlo puesto que la Gigi humana yace inerte en el suelo pero ella se levanta puesto que tuvo tiempo para tirarse al suelo y el camión pasó por encima de ella sin dañarla. Esta escena es repetida en otro capítulo en que un cineasta desea llevar a la pantalla grande la vida de Gigi y en el episodio final cuando Gigi va a casa de la Gigi humana para despedirse pero se arrepiente y distraidamente se detiene en medio de la calle sin darse cuenta de que se acercaba peligrosamente otro camión pero la Gigi humana logra salvarla. Luego ambas conversan y la Gigi de Marinarsa toma la decisión de permanecer en la Tierra y ser una niña normal.

## OVAS
Se han producido cuatro OVAS acerca de Gigi:
| OVAS                                                                                  | Fecha               |
| ------------------------------------------------------------------------------------- | ------------------- |
| Mahō no Purinsesu Minkī Momo: Yume no Naka no Rondo (Gigi y la Fuente de la Juventud) | 28 de julio de 1985 |
| Mahō no Purinsesu Minkī Momo: Hitomi no Seiza                                         | 21 de enero de 1987 |
| Minkī Momo: Yume ni Kakeru Hashi                                                      | 23 de mayo de 1993  |
| Minkī Momo: Tabidachi no Eki                                                          | 22 de junio de 1994 |

Los 2 primeros son historias ambientadas en la primera serie, mientras que los 2 últimos transcurren después del final de la segunda serie, cuando Gigi ya no tiene poderes mágicos.

## Música
Mami Koyama interpretó los temas Love, Love, Minky Momo para la apertura y Minky suteki Doriminpa para el cierre. En la versión doblada al español de la serie éstos temas se mantuvieron en japonés. 